# Afritz am See
Afritz am See (słoweń. Zobrce) – gmina w Austrii, w kraju związkowym Karyntia, w powiecie Villach-Land. Liczy 1443 mieszkańców (1 stycznia 2015).